# ビッグ・アメリカン
『ビッグ・アメリカン』（Buffalo Bill and the Indians, or Sitting Bull's History Lesson）は、ロバート・アルトマン監督による1976年のアメリカ合衆国の西部劇映画である。アーサー・コピットの舞台『Indians』を原作としている。ポール・ニューマンがバッファロー・ビルを演じ、他にジェラルディン・チャップリン、ウィル・サンプソン、ジョエル・グレイ、ハーヴェイ・カイテル、バート・ランカスターらが出演する。

## キャスト
| 役名                           | 俳優                         | 日本語吹替                              |
| 役名                           | 俳優                         | テレビ朝日版                            |
| ------------------------------ | ---------------------------- | --------------------------------------- |
| バッファロー・ビル             | ポール・ニューマン           | 小林勝彦                                |
| ネッド・バンドライン           | バート・ランカスター         | 大久保正信                              |
| ウィリアム・ハルジー           | ウィル・サンプソン           | 細井重之                                |
| ネイト・ソールズベリー         | ジョエル・グレイ             | 北村弘一                                |
| アニー・オークレイ             | ジェラルディン・チャップリン | 小野洋子                                |
| フランク・E・バトラー          | ジョン・コンシダイン         | 田中亮一                                |
| グロバー・クリーブランド大統領 | パット・マコーミック         | 亀井三郎                                |
| バーク                         | ケヴィン・マッカーシー       | 笹岡繁蔵                                |
| プレンティス・イングラハム     | アラン・F・ニコルズ          | 屋良有作                                |
| ジュールス・キーン             | マイク・カプラン             | 荒川保男                                |
| ニーナ・カヴァリーニ           | イヴリン・リアー             | 益海愛子                                |
| クラッチ                       | バート・レムゼン             | 稲葉実                                  |
| ジョニー                       | ケン・クロッサ               | 二又一成                                |
| エディ                         | ハーヴェイ・カイテル         | 山口健                                  |
| 大統領夫人                     | シェリー・デュヴァル         | 水沢浩子                                |
| シッティング・ブル             | フランク・カックィッツ       |                                         |
| オズワルド・ダート             | ロバート・ドクィ             |                                         |
|                                |                              |                                         |
| 演出                           | 演出                         | 長野武二郎                              |
| 翻訳                           | 翻訳                         | 宇津木道子                              |
| 効果                           | 効果                         | 南部満治                                |
| 調整                           |                              |                                         |
| 制作                           | 制作                         | ニュージャパンフィルム                  |
| 解説                           |                              |                                         |
| 初回放送                       | 初回放送                     | 1981年4月4日 『ウィークエンドシアター』 |

## スタッフ
- 監督・製作: ロバート・アルトマン
- 脚本: アラン・ルドルフ、ロバート・アルトマン
- 原作: アーサー・コピット『Indians』
- 製作総指揮: デヴィッド・サスキンド、ディノ・デ・ラウレンティス
- 撮影: ポール・ローマン
- 編集: ピーター・アップルトン、デニス・ヒル
- 音楽: リチャード・バスキン

## 製作
映画の大部分はカナダのアルバータ州がロケ地となり、主にストーニー・インディアン保護区で撮影された。

## 受賞
第26回ベルリン国際映画祭で金熊賞を受賞した。